# Územně identifikační registr adres
Územně identifikační registr adres (UIR-ADR, ÚIR-ADR) byla databáze všech stavebních objektů, které mají číslo domovní (tedy popisné či evidenční) na území ČR. Služba registru UIR-ADR byla ukončena k 31. 12. 2016, registr byl nahrazen základním registrem RÚIAN.

## Historie
Registr (dataset) vznikl v letech 1997-1999. Orgány spolupracující na jeho vzniku byly obecní úřady, Ministerstva pro místní rozvoj, Ministerstvo vnitra, Českého úřadu zeměměřického a katastrálního, Českého statistického úřadu a České pošty s.p.. Původním účelem registru bylo uplatnění především pro potřeby informačních systémů MPSV. Po svém dokončení byl registr uvolněn i pro ostatní zájemce a rychle se rozšířil mezi další uživatele ze státní správy. Používání registru mělo zajistit jednotné a správné psaní adresy a umožnit kontrolu existence adresy. Měl tak zpřesnit a zrychlit doručování zásilek a zajistit další funkce závislé na přesné a platné adrese, avšak adresa vygenerovaná systémem UIR se lišila od doporučených vzorů poštovních adres České pošty. 
V červenci 2012 byl nahrazen novým Registrem územní identifikace, adres a nemovitostí (RÚIAN), patřícím do čtyř základních registrů.  

## Číselníky
UIR-ADR obsahoval číselníky oblastí, krajů, okresů, obvodů ORP, obvodů POÚ, obcí, pražských obvodů, NUTS4-obvodů, správních obvodů, městských částí (obvodů), částí obce, ulic a veřejných prostranství, stavebních objektů, adresních míst a adresních pošt.